# Municipio de Atotonilco el Alto
El municipio de Atotonilco el Alto es uno de los 125 municipios en que se encuentra dividido el estado mexicano de Jalisco. Culturalmente es parte de los Altos de Jalisco. Se encuentra en el este del estado, su cabecera municipal es la ciudad de Atotonilco el Alto.

## Descripción geográfica
El municipio de Atotonilco el Alto se localiza en el este del estado Jalisco; culturalmente, se le considera parte de la región de los Altos de Jalisco, sin embargo para efectos de orden administrativo forma parte de la región Ciénega. Sus coordenadas extremas son 20°24′ - 20°41′ de latitud norte y 102°24′ - 102°42′ de longitud oeste; y a una altura que fluctúa entre un máximo de 2 200 y un mínimo de 1 600 metros sobre el nivel del mar. Tiene una extensión territorial de 512.337 kilómetros cuadrados que equivalen al 0.65% de la superficie estatal.
El territorio de Atotonilco el Alto limita al noroeste con el municipio de Tepatitlán de Morelos, al noreste con el municipio de Arandas y al este con el municipio de Ayotlán; al sur limita con el municipio de La Barca, al suroeste con el municipio de Ocotlán y al oeste con el municipio de Tototlán.

## Medio físico
El 68.8% del municipio tiene terrenos planos, 18% de lomerío y 12% de zonas accidentadas. El suelo predominante es el vertisol (47.8%), tienen estructura masiva y alto contenido de arcilla. En cuanto a su cobertura de suelo la agricultura (80.1%) es el uso de suelo dominante en el municipio. La roca predominante es basalto (43%), rocas ígneas extrusivas básicas, de origen volcánico.

### Hidrografía
Los tipos de recursos hídricos del municipio están constituidos por aguas subterráneas, ríos y lagos. El territorio está ubicado dentro de 2 acuíferos de los cuales el 100.0% no tienen disponibilidad y el 0.0% se encuentra con disponibilidad de agua subterránea. El territorio municipal está dentro de las cuencas Río Lerma 7, Río Zula de las cuales el 0.0% tienen disponibilidad y el 100.0 % presentan déficit de disponibilidad de agua superficial.

### Clima y precipitación
El municipio de Atotonilco el Alto (100%) tiene clima semicálido semihúmedo. Mientras que del análisis de la precipitación media mensual histórica con registros hasta el 2019 del municipio Atotonilco el alto tenemos que la precipitación acumulada promedio es de 869.6 mm; la media del mes de enero es de 14.2 mm, la mínima de 11.1 mm y la máxima de 16.1 mm; mientras que en julio la precipitación media es de 222.4 mm, la mínima de 207.6 mm y máxima de 236.8 mm.

### Temperatura
La temperatura media mensual conforme a los registros históricos hasta el 2021 del municipio, nos dice que la media anual promedio es de 19.84 grados centígrados (°C), la mínima y máxima promedio anual de 11.4°C y 27.2°C. La temperatura más fría se presentó en los meses de enero y febrero con 4.7°C y 5.3°C respectivamente y las más altas fueron de 33.0°C y 32.1°C de los meses mayo y abril correspondientemente.

## Sequía
A nivel municipal la sequía extrema es la que tiene una mayor distribución con un 39.44% y sequía severa en 31%, después encontramos en menor distribución a la sequía moderada, excepcional, anormlamente seco y sin sequía con valores de 17, 4.9, 4.3 y 2 por ciento respectivamente.

## Áreas naturales protegidas
Atotonilco el Alto alberga 1 área natural protegida con una superficie de 2,608.78 hectáreas (ha) lo que representa el 4.7% de todo el territorio municipal. Además, se cuenta con 0.2% de humedales. EL nombre del ANP es Sierra Cóndiro - Canales y Cerro San Miguel Chiquihuitillo.

## Demografía y localidades
El municipio de Atotonilco el Alto pertenece a la Región Ciénega, según el Censo de Población y Vivienda 2020, su población en ese año era de 64,009 personas; de las cuales el 49.3 por ciento eran hombres y 50.7 por ciento mujeres. Comparando este volumen poblacional con el del año 2015 (60,480 habitantes), se observa que la población municipal aumentó un 5.83 por ciento en cinco años.

### Localidades
En 2020 Atotonilco el Alto contaba con 135 localidades, de éstas, 12 eran de dos viviendas y 35 de una. La localidad de Atotonilco el Alto era la más poblada, con 28,678 personas, que representaban el 44.8% de la población del municipio; le seguía Vistas del Maguey [Fraccionamiento] con el 9.5%, San Francisco de Asís con el 9.3%, Margaritas con el 3.5% y Milpillas con el 3.2% del total municipal.
| Código INEGI      | Localidad                | Población (2020) |
| ----------------- | ------------------------ | ---------------- |
| 140130001         | Atotonilco el Alto       | 28 678           |
| 140130145         | Vistas del Maguey        | 6 073            |
| 140130030         | San Francisco de Asís    | 5 952            |
| 140130044         | Margaritas               | 2 237            |
| 140130050         | Milpillas                | 2 068            |
| 140130054         | El Nacimiento            | 2 044            |
| 140130078         | San Antonio de Fernández | 1 575            |
| 140130057         | Ojo de Agua de Morán     | 1 173            |
| 140130090         | Santa Elena              | 1 110            |
| Otras localidades | Otras localidades        | 13 099           |
| Total municipal   | Total municipal          | 64 009           |

## Economía y empleo
Conforme a la información del Directorio Estadístico Nacional de Unidades Económicas (DENUE) de INEGI, el municipio de Atotonilco El Alto cuenta con 2,944 unidades económicas al mes de mayo de 2024 y su distribución por sectores revela un predominio de establecimientos dedicados a Comercio, siendo estos el 47.62% del total en el municipio.

### Empleos
Para junio de 2024 el IMSS reportó un total de 12,655 trabajadores asegurados, lo que representó para el municipio de Atotonilco El Alto una disminución anual de 847 trabajadores en comparación con el mismo mes de 2023, debido a la baja del registro de empleo formal de algunos de sus grupos económicos principalmente el de Fabricación de productos metálicos; excepto maquinaria y equipo. En función de los registros del IMSS el grupo económico que más empleos presentó dentro del municipio de Atotonilco El Alto fue el de Elaboración de bebidas, ya que en junio de 2024 registró un total de 3,840 trabajadores concentrando el 30.34% del total de asegurados en el municipio. El segundo grupo económico con más trabajadores asegurados fue el de Construcción de edificaciones y de obras de ingeniería civil, que para junio de 2024 registró 1,296 trabajadores asegurados que representan el 10.24% del total de trabajadores asegurados a dicha fecha. En tercer lugar se encuentra el sector de Servicios profesionales y técnicos con un 10% de asegurados del total municipal.

## Migración
El municipio de Atotonilco el Alto tiene un índoce de intensidad migratoria por arriba de 63 puntos lo que lo ubica en un grado bajo de intensidad migratoria.

## Índice de desarrollo municipal (IDM)
Atotonilco el Alto obtiene un desarrollo institucional Muy Alto con un IDM-I de 69.5, que lo coloca en el sitio 41 del ordenamiento estatal.

## Promedio mensual de carpetas de investigación
Durante el periodo de junio 2023 a mayo de 2024, se abrieron un total de 455 carpetas de investigación con un promedio mensual de 38 carpetas abiertas en donde el delito de robo de vehículo automotor fue el más investigado.

## Política

### Representación legislativa
Para la elección de diputados locales al Congreso de Jalisco y de diputados federales a la Cámara de Diputados federal, el municipio de Atotonilco el Alto se encuentra integrado en los siguientes distritos electorales:
Local:
- Distrito electoral local de 15 de Jalisco con cabecera en La Barca.[7]

Federal:
- Distrito electoral federal 15 de Jalisco con cabecera en La Barca.[8]